# شهرستان کونهوس
شهرستان کونهکوس (به انگلیسی: Conejos County) یک شهرستان‌های کلرادو در ایالات متحده آمریکا است که در کلرادو واقع شده‌است. شهرستان کونهکوس ۳٬۳۴۳٫۶۹ کیلومتر مربع مساحت دارد.